# Time Is on My Side
Time Is on My Side è un brano musicale scritto da Jerry Ragovoy firmato con lo pseudonimo Norman Meade.
La canzone è stata registrata per la prima volta dal compositore e trombonista jazz Kai Winding nel 1963. L'anno seguente è stata pubblicata come singolo dalla cantante soul Irma Thomas e dal gruppo rock The Rolling Stones, estratto dall'album 12 x 5.
Questo singolo è anche il tema portante del film thriller Il tocco del male (Fallen).